# Omveje
Omveje er en kortfilm instrueret af Jesper Troelstrup efter manuskript af Glenn Ringtved.

## Handling
Jonas er på vej til sit eget bryllup og kører med sin far i en lejet sportsvogn gennem det midtsjællandske landskab. Det er længe siden, de to har talt rigtigt sammen, men efterhånden som de kommer ud på flere og flere omveje, udvikler deres samtale sig, og ubehagelige sandheder kommer frem – sandheder som Jonas helst havde været foruden. En historie om familiehemmeligheder og generationernes forskellige måde at se verden på, om moral og kærlighed, store sandheder og små løgne, og det midt imellem.